# Gazteok Bai
Gazteok Bai («Los jóvenes Sí», en euskera) es la organización juvenil de la coalición Geroa Bai, operativa en la Comunidad Foral de Navarra.
Esta organización fue creada en 2008 por las organizaciones juveniles de los partidos que entonces integraban Nafarroa Bai. Sus principios eran entonces los propios de dicha organización, una política moderada, de izquierdas, defensora de la cultura vasco-navarra, los derechos humanos y sociales, incluidos el derecho a la vida y el derecho de autodeterminación, defendiendo los valores de Navarra y su autogobierno. Respecto a la búsqueda de la paz, consideraban:

Una paz basada en la justicia, la libertad, el diálogo y la defensa de todos los Derechos Humanos, empezando por el de la vida; una defensa de los derechos sociales activa y comprometida y una autodeterminación que pasa por garantizar la pluralidad y los derechos de las minorías.

En las elecciones generales anticipadas de 2011 las fuerzas políticas que entonces formaban NaBai 2011, Aralar y PNV, concurrieron por separado, integradas a su vez en las coaliciones Amaiur y Geroa Bai respectivamente. Ante esta situación, Gazteok Bai tomó la decisión de posicionarse a favor de Geroa Bai, participando en adelante en dicha coalición y figurando como su organización juvenil en las bases organizativas de Geroa Bai.